# Torsten Wolff
Torsten Wolff (* in Berlin) ist ein deutscher Autor und Poetry Slammer.

## Leben und Werk
Wolff begann 2008 in Freiburg mit dem Poetry Slam. Er schreibt überwiegend satirische, prosaische Geschichten und ist Mitglied der Kieler Lesebühne Lesus Christus. Zudem trat er bei Poetry Slams und Lesebühnen in Deutschland, Österreich und der Schweiz auf und gewann dabei Wettbewerbe. Im Jahr 2013 wurde er Schleswig-Holsteinischer Poetry Slam-Meister und erreichte im selben Jahr die Finalrunde der besten neun Poeten bei den deutschsprachigen Poetry-Slam-Meisterschaften. Neben Live-Auftritten gibt es Veröffentlichungen seiner Texte in Büchern, Unterrichtsmaterialien und der Satire-Zeitschrift "Titanic". Er wohnt in Kiel.

## Werke
- Alter schützt vor gar nichts!, Helmstedt 2014, Blaulicht Verlag, ISBN 978-3-941552-27-2
- Würde ist ein Konjunktiv, Helmstedt 2012, Blaulicht Verlag, ISBN 978-3-941552-14-2

## Anthologie-Beiträge
- Daniela Böhle (Hg.), Paul Bokowski (Hg.): "Die Letzten werden die Ärzte sein", Berlin 2014, Satyr Verlag, ISBN 978-3944035291
- Björn Högsdal (Hg.), Johanna Wack (Hg.): "Last Exit Babyklappe", Berlin 2013, Satyr Verlag, ISBN 978-3944035086
- Axel Klingenberg (Hg.), Andreas Reiffer (Hg.), Marcel Pollex (Hg.): "The Punchliner Nr.10", 2013, Verlag Andreas Reiffer, ISBN 978-3934896000
- Dominik Bartels (Hg.): "Viele Grüße aus dem schönsten Land der Welt", Helmstedt 2013, Blaulicht Verlag, ISBN 978-3941552227
- Thomas Langkau (Hg.): "Heute hier - morgen tot...", Helmstedt 2012, Blaulicht Verlag, ISBN 978-3941552159
- Björn Högsdal (Hg.), Wolf Hogekamp (Hg.): "155 Kurze", 2012, Lektora, ISBN 978-3938470794
- Axel Klingenberg (Hg.), Andreas Reiffer (Hg.): "The Punchliner Nr.9", 2012, Verlag Andreas Reiffer, ISBN 978-3934896970
- Axel Klingenberg (Hg.), Andreas Reiffer (Hg.), Dominik Bartels (Hg.), Marcel Pollex (Hg.): "The Punchliner Nr.8", 2011, Verlag Andreas Reiffer, ISBN 978-3934896086